# Nouveau flamenco
Le nouveau flamenco (espagnol : flamenco nuevo), aussi appelé flamenco fusion, est un courant moderne du flamenco, mené par une génération héritière de la révolution initiée par Paco de Lucía et Camarón de la Isla (La leyenda del tiempo). Mélangeant le flamenco traditionnel à des courants musicaux des XXe siècle et XXIe siècle tels que la rumba, la pop, le rock, le jazz ou encore les musiques électroniques, il est une nouvelle étape dans le processus d'universalisation que vit le flamenco depuis le début des années 1970.

## Histoire

### Origines

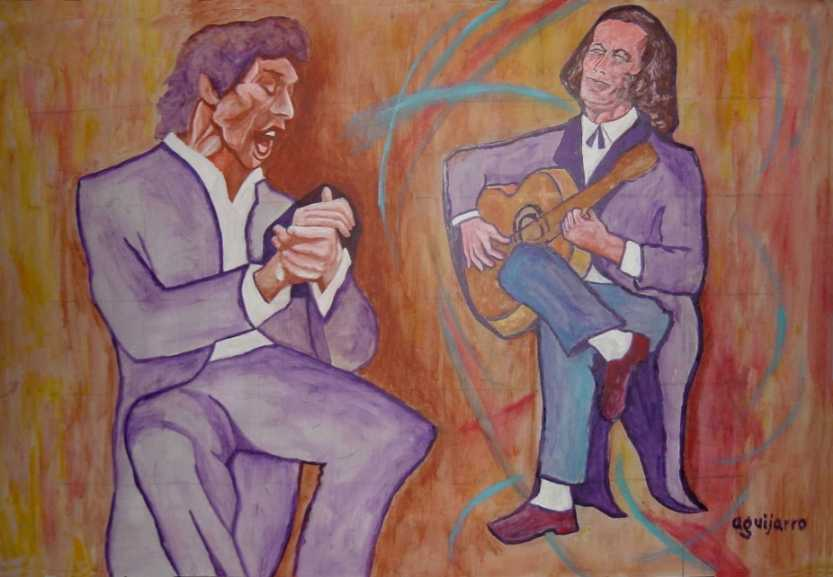
Camarón de la Isla et Paco de Lucía.

Le flamenco est avant tout une musique traditionnelle jouée en Espagne, et plus précisément en Andalousie. Historiquement, elle vit sur des codes musicaux et sociaux stricts, fondés sur une hiérarchie entre les arts (le chant étant un élément central) et une palette de rythmes définis. Dans les années 1970, la politique et la société ont changé après la transition démocratique. Les artistes traditionnels de flamenco, ont été détrônés en Espagne dans les années 1950 et 1960 par le rock 'n' roll et influencés par la variété des styles musicaux venus du reste de l'Europe et de l'Amérique, ont donné naissance à ce que qui est appelé le « flamenco fusion ».
Le premier à avoir tenté la fusion du flamenco avec le rock est Sabicas avec le guitariste américain Joe Beck en 1966, bien que leur album Rock Encounter ne sera publié qu'en 1972. Au cours des années 1970, Paco de Lucía mêla son flamenco à de nouveaux styles, notamment sud-américains ou encore jazz à la suite de sa collaboration avec Al Di Meola et John McLaughlin. Il introduit ainsi de nouveaux arrangements en intégrant pèle mêle un bassiste, un percussionniste ou encore une flûte traversière à ses orchestres. Ces explorations lui ont permis de donner une touche plus accessible au flamenco, devenu en l'espace de quelques années une musique universelle et fédératrice et non plus uniquement réservée à un public initié. Cette révolution a donné vie à une nouvelle approche de cette musique, multipliant ainsi les champs d'exploration et de composition, des artistes tels que Tomatito ou Vicente Amigo ont d'ailleurs contribué à étayer cette voie. De cet héritage, de jeunes artistes se sont approprié les fondements avant d'apporter un nouveau souffle en insufflant à leur musique de nouvelles influences.

### Développement

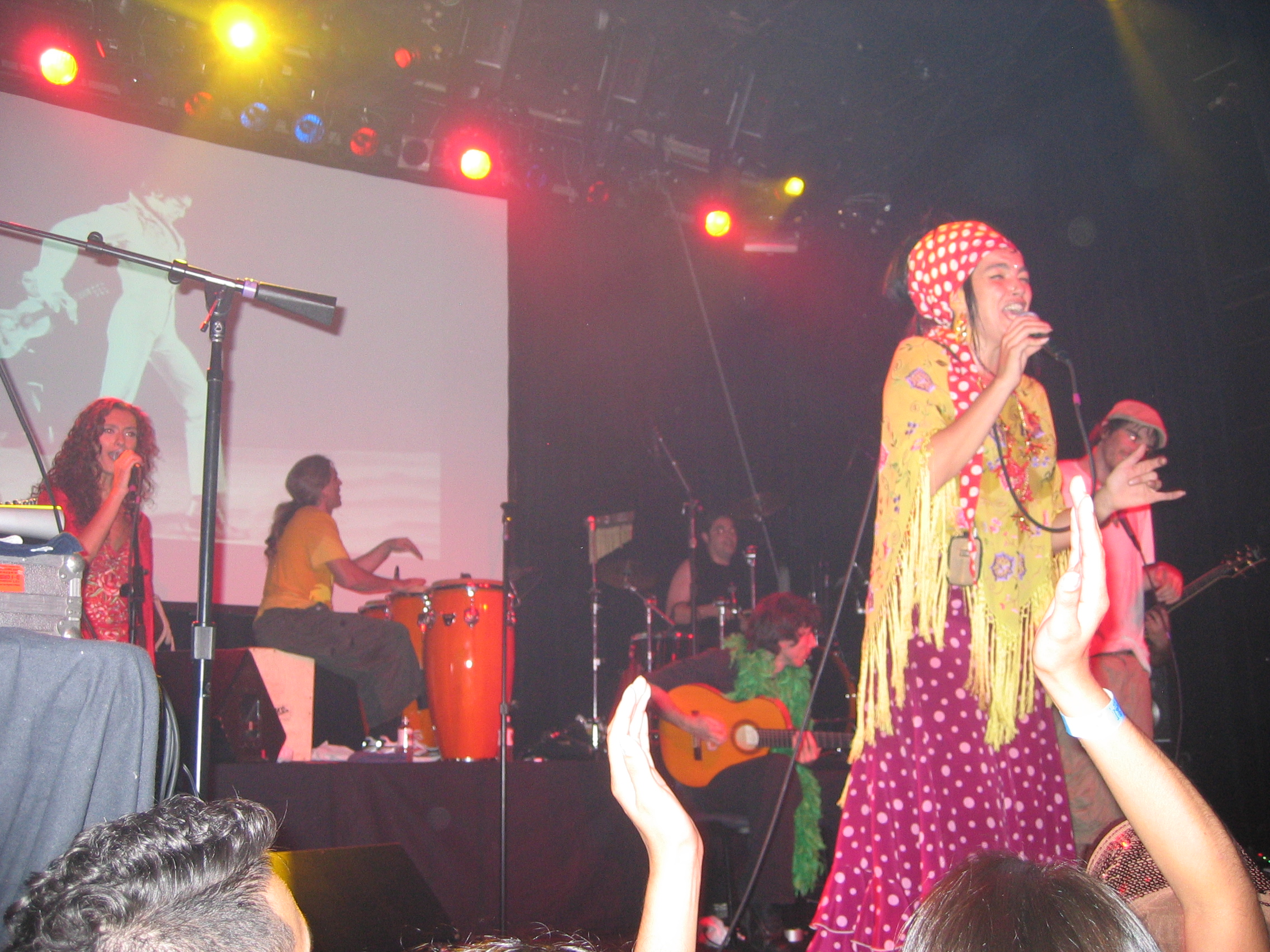
Ojos de Brujo.

Ojos de Brujo, la Shica, et Ketama ont apporté leur pierre à l'édifice. Définitivement séparés du flamenco virtuose porté par les guitaristes majeurs du mouvement, ils ont apporté une nouvelle fraîcheur au style en y apportant des sonorités jusque-là inédites. Le hip-hop tient une place centrale auprès de ces groupes jeunes et urbains, car il a en commun avec le flamenco cette expression d'une souffrance et d'un désarroi venu de la base. L'aspect éminemment rythmique du flamenco fait le reste et préserve ce type de créations des griefs habituels liés à l'aspect parfois incongru que révèle l'alliance d'une musique traditionnelle à des sonorités urbaines.
Le flamenco nouveau est également tourné vers l'Afrique noire, le travail de Ketama avec Toumani Diabaté et l'alliance de la guitare à la kora en est l'exemple. La musique mandingue, berceau du blues[réf. nécessaire] s'accommode avec le son andalou en ce sens que leur philosophie est similaire. Diego el Cigala conserve une démarche plus traditionnelle, par son album Lagrimas Negras enregistré de concert avec le pianiste cubain Bebo Valdés, il donne une tonalité flamenca à des chants sud américains. À ce titre, l'ensemble des concerts d'El Cigala mêle ces deux univers singuliers.

### En dehors de l'Espagne
Les guitaristes Jesse Cook, Nino Mekouar, Armik, Ottmar Liebert, Óscar López, Johannes Linstead, Govi, Alex Fox, Bruce Becvar, Luis Villegas, Behzad Habibzai, Roni Benise, Tomas Michaud, Juan Carmona, Rodrigo y Gabriela et le groupe Novamenco, ont en commun de s’être intéressés au flamenco sans qu’ils ne soient pour la plupart espagnols. Leur regard extérieur, leur technicité au niveau du jeu de guitare, leur originalité de création contribuent à ériger le flamenco comme référence musicale mondiale comme ce fut le cas pour la musique celtique ou le fado.
De nombreux groupes français apportent leur contribution au développement de ce style. Du rock alternatif au flamenco rock (ou rumba rock), avec Ricky Amigos créateur du genre en 1983[réf. nécessaire] (hit en Espagne avec Loco loquito) et le guitariste des Négresses vertes, Stéfane Mellino qui a ainsi fondé avec son épouse le groupe Mellino. Défenseurs d'une rumba flamenca acoustique chantée en français, ils lui adjoignent une guitare électrique offrant ainsi une tonalité très rock à leur musique. Leur approche originale  est un des versants du nouveau flamenco à la française puisque divers artistes offrent une tonalité hip-hop ou électronique à l'image d'Alma Con7.

### Période moderne
L'implication des autorités publiques espagnoles dans la promotion du flamenco augmente de jour en jour. En ce sens, il existe l'Agencia Andaluza para el Desarrollo del Flamenco, dépendant de la Consejería de Cultura de la Junta de Andalucía, et la Ciudad del Flamenco, qui était en construction à la fin des années 2000, située à Jerez de la Frontera, qui abritera le Centro Nacional de Arte Flamenco, dépendant du Ministère espagnol de la culture et qui cherchera à canaliser et organiser les initiatives sur cette forme d'art De même, la communauté autonome d'Andalousie envisageait à cette période de l'intégrer dans ses programmes scolaires.
Un autre aspect à souligner est l'incorporation progressive des femmes dans le monde du flamenco. Après une période où les grandes voix féminines ne pouvaient chanter qu'en privé, une nouvelle génération d'artistes émerge qui, avec le soutien d'autres vétérans « poids lourds », gagnent la scène.

## Artistes et groupes
- Armik
- Antonio Carmona
- La Barbería del Sur
- El Bicho
- Carles Benavent
- Chano Domínguez[4]
- Concha Buika
- Enrique Morente
- Estrella Morente
- Jesse Cook
- Jorge Pardo
- José Pisa[8]
- Juan Carmona
- Ketama
- Lole y Manuel
- Niña Pastori
- Nino Mekouar[9],[10]
- Óscar López
- Ottmar Liebert[4]
- Paco de Lucía[4]
- Rosalía Vila[11]